# Louis-Marie Raucaz
Louis-Marie Raucaz Raucaz (Verrens-Arvey, 1º febbraio 1879 – Sydney, 22 luglio 1934) è stato un vescovo cattolico francese, missionario marista e vicario apostolico delle isole Salomone meridionali.

## Biografia
Nato in Savoia, compì gli studi secondari nelle scuole apostoliche mariste ed emise i voti nella Società di Maria il 15 giugno 1902: completò la sua formazione ecclesiastica negli scolasticati di Belley e Montbel, dove fu ordinato prete il 7 giugno 1903.
Il 9 settembre 1903 partì per le isole Salomone meridionali e lavorò successivamente nelle stazioni missionarie di Tangarere, Rua Sura, Rubiana e Langalanga. Dopo due anni alla guida della stazione di Visale, il 13 luglio 1920 fu eletto alla sede titolare di Telepte e nominato vicario apostolico delle Salomone meridionali, ricevendo la consacrazione episcopale il 27 dicembre successivo nella cappella di Villa Maria, presso Sydney, dall'arcivescovo Bartolomeo Cattaneo, delegato apostolico.
Trasferí la sede episcopale da Rua Sura a Visale e vi fece costruire la chiesa cattedrale. Nel 1932 fondò la congregazione delle Figlie di Maria Immacolata di Visale.
Dopo una lunga visita pastorale, cadde malato e fu ricoverato a Sydney, dove morì. Fu sepolto nel cimitero di Villa Maria, ad Hunter's Hill.

## Genealogia episcopale
La genealogia episcopale è:
- Cardinale Scipione Rebiba
- Cardinale Giulio Antonio Santori
- Cardinale Girolamo Bernerio, O.P.
- Arcivescovo Galeazzo Sanvitale
- Cardinale Ludovico Ludovisi
- Cardinale Luigi Caetani
- Cardinale Ulderico Carpegna
- Cardinale Paluzzo Paluzzi Altieri degli Albertoni
- Papa Benedetto XIII
- Papa Benedetto XIV
- Papa Clemente XIII
- Cardinale Marcantonio Colonna
- Cardinale Giacinto Sigismondo Gerdil, B.
- Cardinale Giulio Maria della Somaglia
- Cardinale Carlo Odescalchi, S.I.
- Cardinale Costantino Patrizi Naro
- Cardinale Serafino Vannutelli
- Cardinale Domenico Serafini, Cong.Subl. O.S.B.
- Arcivescovo Bartolomeo Cattaneo
- Vescovo Louis-Marie Raucaz, S.M.